# 水泉镇 (喀喇沁左翼县)
水泉乡，是中华人民共和国辽宁省朝阳市喀喇沁左翼蒙古族自治县下辖的一个乡镇级行政单位。

## 行政区划
水泉乡下辖以下地区：
水泉村、后城子村、二道门村、马营子村、老杖子村、塔贝营子村和南亮子村。